# مايلز غودمان
مايلز غودمان (بالإنجليزية: Miles Goodman)‏ هو ملحن ومنتج أسطوانات وموسيقي أمريكي، ولد في 27 أغسطس 1949 في لوس أنجلوس في الولايات المتحدة، وتوفي في 16 أغسطس 1996 في برينتووود في الولايات المتحدة بسبب مرض.

## وصلات خارجية
- مايلز غودمان على موقع IMDb (الإنجليزية)
- مايلز غودمان على موقع ميوزك برينز (الإنجليزية)
- مايلز غودمان على موقع ديسكوغز (الإنجليزية)
- مايلز غودمان على موقع قاعدة بيانات الفيلم (الإنجليزية)